# Nirvana (sastav)
Nirvana je bio američki grunge i rock sastav koji su osnovali pjevač i gitarist Kurt Cobain i basist Krist Novoselic u Aberdeenu, Washington 1987. godine. Nirvana je imala velike promjene bubnjara a najpoznatiji bubnjar bio je Dave Grohl, koji se pridružio sastavu 1990. S velikim hitom "Smells Like Teen Spirit" s njihovog drugog albuma Nevermind (1991.) Nirvana je postala planetarno popularna, a ujedno je i "stvorila" podvrstu alternativnog rocka - grunge.
I ostali grunge sastavi s područja Seattlea kao Alice in Chains, Pearl Jam i Soundgarden su također stekli popularnost, te je tako grunge postao najdominantniji žanr na radijima i TV-u u SAD-u u vrijeme ranih do srednjih devedesetih godina prošlog stoljeća.
Frontman Nirvane, Kurt Cobain često je bio proglašavan "predstavnikom generacije" s Nirvanom kao glavnim glazbenim sastavom Generation X
Cobain nije volio to što mu se poklanja toliko pozornosti u medijima, smatravši da poruke sastava i umjetničko izražavanje ljudi pogrešno tumače.
Nirvana se raspala zbog samoubojstva frontmena i vođe sastava Kurta Cobaina u travnju 1994. godine, ali unatoč prestanku rada, popularnost sastava nije pala. Čak štoviše, iz godine u godinu mnogi mlađi naraštaji otkrivaju glazbu i pjesme koje pisao jedan od najvećih glazbenika u povijesti glazbe.
2002. godine, pjesma "You Know You're Right" - nedovršeni demo sastava osvojio je top liste radio postaja širom svijeta.
Od njihovog prvog nastupa, prodali su više od 25 milijuna albuma samo u SAD-u i preko 50 milijuna u svijetu.

## Povijest sastava

### Ranije razdoblje
Cobain i Novoselic su se upoznali 1985. Obojica su bili obožavatelji sastava Melvins. Nakon nekoliko neuspješnih pokušaja da osnuju svoj sastav, dvojac je angažirao Aarona Buckharda kao bubnjara i tako kreirao sastav koji će se kasnije zvati Nirvana. 
Nakon nekoliko mjeseci u sastavu, Buckhard je izbačen iz sastava, a na njegovo mjesto privremeno je došao Dave Foster.
Tijekom prvih nekoliko mjeseci, sastav je mijenjao ime više puta. Zvali su se: Skid Row, Pen Cheap Chew i Ted Ed Fred.
Napokon, odlučili su se za ime Nirvana, koje je Kurt Cobain odabrao, jer je kako je rekao htio lijepo ime umjesto nekog ružnog, rock ili punk imena.
U Ožujku te godine sastav je svirao prvi puta. Samo nekoliko mjeseci kasnije, angažirali su bubnjara Chada Channinga.
Prvi uradak Nirvane je pjesma "Love Buzz/Big Cheese" iz 1988. u nezavisnoj izdavačkoj kući u Seattleu Sub Pop.
Iste godine, sastav je izdao svoj prvi album, Bleach. Na pisanje glazbe i pjesama velik utjecaj imala je grupa The Melvins koju su slušali Cobain i Novoselic, punk rock sastavi iz 80-tih, kao i Led Zeppelin, Black Sabbath i Aerosmith.
Bleach je postao omiljeni album na svim studentskim radio postajama u zemlji ali isto tako ukazao je na to što bi obožavatelji mogli očekivati u sljedećim materijalima.
Nakon Bleacha, Cobain je izjavio da se glazba sastava mijenja i da piše pjesme o ljubavi, problemima u vezama, i općenito o ljudskim emocijama.
U travnju 1990., počeo je rad na novom albumu. Za vrijeme snimanja, Cobain i Novoselic su se razočarali u bubnjarske sposobnosti Chada Channinga, a Channing je izjavio kako je bio frustriran zbog toga što nije bio puno uključen u pisanje pjesama.
Nedugo nakon toga, Channing je napustio sastav a privremeno je na njegovo mjesto uskočio Dan Peters, s kojim su snimili pjesmu Sliver.
Nekoliko tjedana poslije upoznali su se s Daveom Grohlom, koji je tada tražio novi sastav u kojem bi svirao.
Cobain i Novoselic su poslušali Grohla i primili ga u sastav. Kasnije, Novoselic je izjavio: "Odmah smo znali da je on pravi bubnjar za nas."

### Probijanje na scenu iNevermind
Razočarani producentskim kućama, tražili su novu te tako potpisali ugovor s DGC Records izdavačkom kućom, s kojom su počeli rad na novom albumu Nevermind.
Kasnije, opet mijenjaju izdavačku kuću i potpisuju za Sound City Studios u Los Angelesu, Kalifornija.
Neke od pjesama, uključujući "In Bloom" i "Breed" su bile ranije napisane dok druge, poput "On a Plain" i "Stay Away" nisu bile u potpunosti dovršene do kraja snimanja.
Netom prije izdavanja albuma, članovi sastava su bili razočarani završnom obradom albuma za koju je bio odgovoran Andry Wallace koji je radio i za sastav Slayer.
Prva pjesma s albuma "Smells Like Teen Spirit" odmah po izlasku je postala veliki hit uglavnom zahvaljujući spotu na MTV-u.
Na turneju po Europi, nakon što su održali prve koncerte shvatili su da će svi ostali biti rasprodani do zadnjeg mjesta i primijetili su da su novinari i TV ekipe stalno prisutni i da je pjesma "Smells Like Teen Spirit" sveprisutna kako na radiju tako i na televiziji.
Do Božića 1991. Nevermind se prodavao u 400.000 primjeraka po tjednu, a već u prvom mjesecu iduće godine zasjeli su na broj 1 Billboardove ljestvice, skinuvši tako s vrha album "Dangerous" tada popularnog Michaela Jacksona.
Kad su došli na broj 1 Billboard je objavio:"Nirvana je takav sastav koji ima sve: pohvale kritika, poštovanje glazbene industrije, privlačnost pop radija i jaku rock osnovu."
U veljači 1992. za vrijeme turneje, Cobain se oženio s Courtney Love na Havajima.
U kolovozu iste godine, Love je rodila kći, Frances Bean Cobain. Zbog umora i napornih koncerata, odlučili su ne ići na još jednu turneju po SAD-u.
Umjesto toga nastupili su na nekoliko koncerata te godine. Nedugo nakon što je Cobainu rođena kći, Nirvana je nastupila na jednom od najpoznatijih nastupa na Reading Festivalu u Engleskoj.
Za to vrijeme počele su kružiti glasine o Cobainovu zdravlju i mogućnosti raspada sastava, pa je Cobain na nastup došao u invalidskim kolicima tek tako da se našali s medijima u kojima se šuškalo o njegovu zdravlju.
Dave Grohl je 2005. izjavio da su se u to vrijeme prije koncerta pribojavali da će im nastup biti katastrofalan. Umjesto toga, koncert je prošao odlično i postao jedan od najboljih nastupa sastava ikada.
Na dodjeli MTV nagrada, zabranjeno im je da izvode pjesmu "Rape Me" i dogovorili su se da će odsvirati pjesmu "Lithium".
Ali kad je nastup počeo, Cobain je počeo pjevati prve stihove pjesme "Rape Me" prije nego što je počeo svirati "Lithium". Pri kraju pjesme Novoselicu je pojačalo prestalo raditi, te je on, ljut, bacio bas visoko u zrak za dramatičnu završnicu.
Pri tome nije gledao gdje će bas pasti i pao mu je ravno na glavu. Novoselic je pao na zaprepaštenje čitave publike. Dok je Cobain uništavao opremu: (gitaru i bubnjeve), Grohl je vikao u mikrofon: "Bok, Axl." 
Time se naravno obraćao pjevaču grupe Guns N' Roses Axlu Roseu s kojim je čitav sastav imao veliki okršaj iza pozornice.

### In Utero
Za album In Utero, sastav je angažirao producenta Stevea Albinija. Pošto je Nevermind privukao nove slušatelje i obožavatelje koji nisu imali iskustva sa sastavima kao što je Nirvana, Albini je htio napraviti nešto grublji i siroviji zvuk.
Kurt Cobain se složio jer je i on sam oduvijek htio takav zvuk: "prirodan" bez miksanja i efekata u studiju. Album je brzo snimljen, za samo dva tjedna, ali opet, Cobain je pokazao nezadovoljstvo urađenim.
Smatrao je da je bas pretiho snimljen i nije bio zadovoljan pjesmama "Heart-Shaped Box" i "All Apologies" jer nisu dobro zvučale.
Odmah su pozvali producenta koji je radio sa skupinom R.E.M. da im pomogne malo izmijeniti te dvije pjesme u koje je Cobain dodao više instrumentalnih dijelova i pratećih vokala.
Album je debitirao na broju 1 Billboardove ljestvice u rujnu 1993.
Album je doživio uspjeh kako kod kritičara tako kod publike. Ali unatoč promocijskom uspjehu, album nije doživio isti uspjeh kao i Nevermind.
Te jeseni krenuli su na turneju po Sjedinjenim Državama, prvu veliku turneju nakon uspjeha s Nevermindom. Za tu turneju angažirali su Pata Smeara kao drugog gitarista.

### Zadnji mjeseci i Cobainova smrt
U studenom 1993. nastupili su na MTV Unplugged. Nisu htjeli svirati sve najpoznatije pjesme, ali od najpoznatijih pjesama odsvirali su "All Apologies" i "Come as You Are".
Grohl je kasnije rekao da nisu htjeli svirati akustičnu verziju "Smells Like Teen Spirit", jer bi kako je rekao bilo glupo.
Na nastupu s njima su svirali Meat Puppets koji su se pridružili sastavu i odsvirali tri obrađene Nirvanine pjesme.
Iako su probe bile problematične i naporne, čitav nastup je ustvari odsviraj vrlo dobro.
U početku 1994. godine, ukrcali su se na Europsku turneju koju su obustavili u Njemačkoj jer je Cobainu dijagnosticiran bronhitis i laringitis. Koncert u Münchenu je zbog toga i otkazan.
U Rimu, ujutro 4. ožujka Courtney Love je pronašla Cobaina onesviještenog u njihovoj hotelskoj sobi. Cobain je odmah prevezen u bolnicu, gdje je doktor ustanovio da je Cobain negativno reagirao na miješanje lijekova koji su mu bili prepisani za bolest s alkoholom.
Ostatak turneje je otkazan, uključujući dio u Ujedinjenom Kraljevstvu.
Sljedećih tjedana, Cobainova ovisnost o heroinu je uzela danak, te je Cobain nagovoren na rehabilitaciju. Nakon manje od tjedan dana provedenih na rehabilitaciji, Cobain se popeo preko zida ustanove i sjeo na avion za Seattle (U tom avionu sjedio je zajedno s Duffom McKaganom, basistom grupe Guns N' Roses).
Tjedan dana poslije, u petak, 8. travnja 1994. godine, Kurt Cobain je pronađen mrtav u svojoj kući u Seattleu, trajno se razdvojivši od Nirvane.
U krvi mu je pronađena količina heroina dovoljna za četiri predoziranja i rana od sačmarice na glavi.

### Poslije Nirvane
Preostala dva člana Krist Novoselic i Dave Grohl ostala su glazbeno aktivna.
Dave Grohl je frontmen i gitarist grupe Foo Fighters s kojima je imao velike uspjehe u svijetu. Također, Grohl je povremeno bubnjao s mnogim sastavima, ali Foo Fightersi su mu sada glavni projekt.
Krist Novoselic je osnovao sastav Sweet 75 i zamijenio je basista u sastavu Flipper.
Novoselic je postao i politički aktivist. Osnovao je udrugu JAMPAC za podršku glazbenih prava. Napisao je i knjigu "Of Grunge and Government: Let's Fix This Broken Democracy", koja govori o njegovim glazbenim iskustvima i političkim pogledima.

## Članovi sastava
- Kurt Cobain - gitarist, pjevač (1987. – 1994.)
- Krist Novoselic - basist (1987. – 1994.)
- Dave Grohl - bubnjar, prateći vokal (1990. – 1994.)

Drugi povremeni članovi sastava
- Aaron Burckhard - bubnjevi (1987–1988)
- Dale Crover - bubnjevi (1988, 1990)
- Dave Foster - bubnjevi (1988)
- Chad Channing - bubnjevi (1988–1990)
- Jason Everman - gitara (1989)
- Dan Peters - bubnjevi (1990)
- Pat Smear - gitara (1993–1994)

## Diskografija
Studijski albumi
- Bleach (1989.)
- Nevermind (1991.)
- In Utero (1993.)

EP-ovi
- Blew (1989.)
- Hormoaning (1992.)

Koncertni albumi
- MTV Unplugged in New York (1994.)
- From the Muddy Banks of the Wishkah (1996.)
- Live at Reading (2009.)

## Vanjske poveznice

### Sestrinski projekti
|  | Zajednički poslužitelj ima još gradiva o temi Nirvana (sastav) |

### Mrežna sjedišta
- Nirvana – službene stranice na engleskom jeziku